# Viterbo (pokrajina)
Pokrajina Viterbo (talijanski: Provincia di Viterbo) je talijanska pokrajina u regiji Lacij. Glavni grad je Viterbo.
Ova pokrajina na sjeverozapadu graniči s Toskanom (pokrajina Grosseto i pokrajina Siena), na sjeveroistoku s Umbrijom (pokrajina Terni), na istoku s pokrajinom Rieti, na jugu s pokrajinom Rim i na zapadu s Tirenskim morem.

## Najveće općine
(stanje od 31. svibnja 2007.)
| Općina             | Stanovništvo |
| ------------------ | ------------ |
| Viterbo            | 60.806       |
| Civita Castellana  | 16.495       |
| Tarquinia          | 16.268       |
| Montefiascone      | 13.364       |
| Vetralla           | 12.943       |
| Nepi               | 8.869        |
| Ronciglione        | 8.698        |
| Soriano nel Cimino | 8.572        |
| Orte               | 8.555        |
| Montalto di Castro | 8.434        |
| Tuscania           | 8.060        |
| Fabrica di Roma    | 7.778        |
| Capranica          | 6.200        |
| Sutri              | 6.059        |
| Acquapendente      | 5.776        |
| Caprarola          | 5.526        |
| Canino             | 5.165        |

## Vanjske poveznice
- (tal.)Službena stranica pokrajine  Arhivirana inačica izvorne stranice od 9. veljače 2006. (Wayback Machine)